# ADYA
에이디야는 스타팅하우스의 소속 걸그룹으로 대한민국의 5인조 걸그룹으로 구성되어 있다.